# Juan Alfonso Pérez de Guzmán y Guzmán
Juan Alonso Pérez de Guzmán y Pérez de Guzmán, noble español perteneciente a la casa de Medina Sidonia. Hijo de Gaspar Pérez de Guzmán y Gómez de Sandoval y de Ana Pérez de Guzmán y Gómez de Silva, ostentó el título de XVI Conde de Niebla. Murió sin descendencia, sucediéndole su hermano Gaspar Pérez de Guzmán y Pérez de Guzmán.
- Datos: Q5947093